# Andrzej Bieniek (1911–2006)
Andrzej Bieniek ps. Lot, Sołtys (ur. 3 grudnia 1911, zm. w 2006) – żołnierz Armii Krajowej, zastępca komendanta Obwodu Łomża AK, następnie przewodnik obwodu Armii Krajowej Obywatelskiej (AKO) i prezes obwodu WiN.

## Życiorys
Syn Józefa. Walczył w szeregach 83 Pułku Strzelców Poleskich w czasie wojny obronnej we wrześniu 1939 roku.
Od 1940 roku działał w konspiracji w szeregach ZWZ-AK. Był komendantem placówki ZWZ-AK Szczepankowo, następnie był 1. zastępcą komendanta Obwodu Łomża AK, następnie przewodnikiem obwodu Armii Krajowej Obywatelskiej (AKO) i prezesem obwodu Zrzeszenia Wolność i Niezawisłość. Oddział, którym dowodził, był najliczniejszą i dobrze zakonspirowaną jednostką terenową Okręgu Białostockiego AKO-WiN.
W roku 1945 awansowany do stopnia porucznika, a jeszcze w tym samym roku do stopnia kapitana. We wrześniu 1946 roku ze względów rodzinnych zrezygnował z pracy w Zrzeszeniu WiN. Jego następcą został Kazimierz Jesionkowski „Wyrwa”. Ujawnił się w marcu 1947 roku.

## Odznaczenia
- Order Virtuti Militari V klasy – wrzesień 1945
- Krzyż Walecznych – listopad 1943
- Złoty Krzyż Zasługi z Mieczami – sierpień 1944